# Jean Fouquet
Jean Fouquet (n. 1420, Tours, Franța – d. anii 1480, Tours, Franța) a fost pictor francez celebru din Epoca Renașterii Timpurii.

## Biografie
Despre viața lui Fouquet s-au păstrat puține date. În vechiul oraș Tours, aflat pe malurile Loirei, s-a născut Jean Fouquet, fiul nelegitim al unui preot. Se știe că el a studiat pictura la Paris sau în Nantes într-un atelier de miniaturi. A vizitat Roma între anii 1445 - 1447, în acest oraș a făcut portretul papei Eugen al IV-lea, ocazie cu care și-a entuziasmat contemporanii care au spus că "în pictură, papa arăta de parcă ar fi fost viu"